# کورا، شیگا
کورا، شیگا (به لاتین: Kōra, Shiga) یک منطقهٔ مسکونی در ژاپن است که در استان شیگا واقع شده‌است. کورا  ۸٬۰۲۴ نفر جمعیت دارد.